# Џорџтаун (Јужна Каролина)
Џорџтаун (енгл. Georgetown) град је у америчкој савезној држави Јужна Каролина.

## Демографија
По попису из 2010. године број становника је 9.163, што је 213 (2,4%) становника више него 2000. године.
| Група             | 2000.         | 2010.         |
| Белци             | 3.611 (40,3%) | 3.325 (36,3%) |
| Афроамериканци    | 5.104 (57,0%) | 5.192 (56,7%) |
| Азијати           | 28 (0,3%)     | 60 (0,7%)     |
| Хиспаноамериканци | 168 (1,9%)    | 490 (5,3%)    |
| Укупно            | 8.950         | 9.163         |